# The Great Western
The Great Western é o álbum de estreia do cantor James Dean Bradfield, vocalista da banda de rock Manic Street Preachers. Lançado pela Columbia Records em junho de 2006, reuniu composições autorais do músico com arranjos de rock e power pop. O disco foi produzido por Dave Eringa, Guy Massey, Alex Silva, Greg Haver e recebeu críticas favoráveis, sendo considerado, por alguns críticos, melhor que os dois discos antecessores de sua banda.

## Faixas
Todas as composições por James Dean Bradfield, exceto onde anotado.
| N.º | Título                                       | Letras                | Duração |  |
| 1.  | "That's No Way to Tell a Lie"                |                       | 3:05    |  |
| 2.  | "An English Gentleman"                       |                       | 3:05    |  |
| 3.  | "Bad Boys and Painkillers"                   | Nicky Wire            | 3:49    |  |
| 4.  | "On Saturday Morning We Will Rule the World" |                       | 3:17    |  |
| 5.  | "Run Romeo Run"                              |                       | 3:24    |  |
| 6.  | "Still a Long Way to Go"                     | Bradfield, John Niven | 3:50    |  |
| 7.  | "Émigré"                                     | Bradfield, Niven      | 3:29    |  |
| 8.  | "To See a Friend in Tears"                   | Jacques Brel          | 3:38    |  |
| 9.  | "Say Hello to the Pope"                      |                       | 3:24    |  |
| 10. | "The Wrong Beginning"                        |                       | 3:15    |  |
| 11. | "Which Way to Kyffin"                        |                       | 2:57    |  |